# Saint-Martin-en-Haut
Saint-Martin-en-Haut és un municipi francès situat al departament del Roine i a la regió d'Alvèrnia-Roine-Alps. L'any 2007 tenia 3.889 habitants.

## Demografia

### Població
El 2007 la població de fet de Saint-Martin-en-Haut era de 3.889 persones. Hi havia 1.452 famílies de les quals 392 eren unipersonals (168 homes vivint sols i 224 dones vivint soles), 460 parelles sense fills, 528 parelles amb fills i 72 famílies monoparentals amb fills.
La població ha evolucionat segons el següent gràfic:
Habitants censats

### Habitatges
El 2007 hi havia 1.600 habitatges, 1.473 eren l'habitatge principal de la família, 73 eren segones residències i 54 estaven desocupats. 1.168 eren cases i 423 eren apartaments. Dels 1.473 habitatges principals, 956 estaven ocupats pels seus propietaris, 491 estaven llogats i ocupats pels llogaters i 26 estaven cedits a títol gratuït; 45 tenien una cambra, 158 en tenien dues, 257 en tenien tres, 378 en tenien quatre i 635 en tenien cinc o més. 969 habitatges disposaven pel capbaix d'una plaça de pàrquing. A 621 habitatges hi havia un automòbil i a 699 n'hi havia dos o més.

### Piràmide de població
La piràmide de població per edats i sexe el 2009 era:
| Homes | Edats   | Dones |
| ----- | ------- | ----- |
| 0     | 95 o +  | 4     |
| 12    | 90 a 94 | 24    |
| 16    | 85 a 89 | 36    |
| 40    | 80 a 84 | 16    |
| 52    | 75 a 79 | 100   |
| 64    | 70 a 74 | 80    |
| 76    | 65 a 69 | 84    |
| 80    | 60 a 64 | 84    |
| 60    | 55 a 59 | 80    |
| 100   | 50 a 54 | 80    |
| 108   | 45 a 49 | 104   |
| 88    | 40 a 44 | 80    |
| 192   | 35 a 39 | 140   |
| 156   | 30 a 34 | 140   |
| 104   | 25 a 29 | 108   |
| 108   | 20 a 24 | 40    |
| 108   | 15 a 19 | 88    |
| 116   | 10 a 14 | 104   |
| 160   | 5 a 9   | 144   |
| 124   | 0 a 4   | 108   |

## Economia
El 2007 la població en edat de treballar era de 2.375 persones, 1.819 eren actives i 556 eren inactives. De les 1.819 persones actives 1.763 estaven ocupades (976 homes i 787 dones) i 56 estaven aturades (28 homes i 28 dones). De les 556 persones inactives 191 estaven jubilades, 193 estaven estudiant i 172 estaven classificades com a «altres inactius».

### Ingressos
El 2009 a Saint-Martin-en-Haut hi havia 1.465 unitats fiscals que integraven 3.761,5 persones, la mediana anual d'ingressos fiscals per persona era de 17.711 €.

### Activitats econòmiques
Dels 224 establiments que hi havia el 2007, 9 eren d'empreses alimentàries, 2 d'empreses de fabricació de material elèctric, 2 d'empreses de fabricació d'elements pel transport, 14 d'empreses de fabricació d'altres productes industrials, 37 d'empreses de construcció, 55 d'empreses de comerç i reparació d'automòbils, 8 d'empreses de transport, 11 d'empreses d'hostatgeria i restauració, 4 d'empreses d'informació i comunicació, 9 d'empreses financeres, 11 d'empreses immobiliàries, 22 d'empreses de serveis, 32 d'entitats de l'administració pública i 8 d'empreses classificades com a «altres activitats de serveis».
Dels 58 establiments de servei als particulars que hi havia el 2009, 1 era una oficina de correu, 4 oficines bancàries, 1 funerària, 7 tallers de reparació d'automòbils i de material agrícola, 1 taller d'inspecció tècnica de vehicles, 1 autoescola, 7 paletes, 3 guixaires pintors, 8 fusteries, 5 lampisteries, 3 electricistes, 2 empreses de construcció, 3 perruqueries, 1 veterinari, 6 restaurants, 3 agències immobiliàries i 2 salons de bellesa.
Dels 24 establiments comercials que hi havia el 2009, 1 era una botiga de més de 120 m², 4 botiges de menys de 120 m², 3 fleques, 4 carnisseries, 2 llibreries, 4 botigues de roba, 1 una sabateria, 1 una botiga d'electrodomèstics, 2 drogueries i 2 floristeries.
L'any 2000 a Saint-Martin-en-Haut hi havia 142 explotacions agrícoles que ocupaven un total de 2.604 hectàrees.

## Equipaments sanitaris i escolars
El 2009 hi havia 1 farmàcia i 1 ambulància.
El 2009 hi havia 2 escoles elementals. Saint-Martin-en-Haut disposava d'un col·legi d'educació secundària amb 251 alumnes.

## Poblacions més properes
El següent diagrama mostra les poblacions més properes.